# Ring 18
La Ring 18 è una malattia genetica causata dalla cancellazione delle due punte del cromosoma 18 che comporta la formazione di un cromosoma a forma d'anello. È stato descritto la prima volta nel 1964.

## Nomenclatura
L'espressione "ring 18" si riferisce alla forma che assumono i cromosomi normalmente lineari quando una punta del cromosoma si collega all'altra. Ne risulta un cromosoma a forma d'anello. Nel caso del ring 18, una delle due copie del cromosoma 18 ha formato un anello.

## Base genetica
Le persone affette da ring 18 hanno una delle due copie del cromosoma 18 che è modificata a forma di un anello. L'anello si forma quando si perdono sia la punta del ramo lungo (q) che quella del ramo corto (p) di una copia del cromosoma 18, e le nuove estremità si riuniscono a formare un anello.
Dato che la struttura ad anello comporta la cancellazione sia della parte lunga del cromosoma 18 (18q-) che di quella corta (18p-), le persone affette da ring 18 possono presentare sintomi sia della 18p- che della 18q- distale.

## Diagnosi
Il sospetto di una alterazione del cromosoma nasce quando sono presenti un ritardo dello sviluppo o qualche difetto di nascita. La diagnosi di ring 18 viene fatta solitamente mediante l'analisi del sangue. Per fare la diagnosi iniziale viene eseguita una normale analisi dei cromosomi, o del cariotipo, per quanto possa anche essere fatta mediante l'analisi mediante la metodologia microarray. Sempre più spesso si usa l'analisi microarray per chiarire i punti di rottura. È possibile effettuare una diagnostica prenatale mediante amniocentesi o villocentesi.

## Descrizione clinica
La ring 18 comporta una lunga serie di problemi sul piano medico e dello sviluppo.
 Come già detto, le persone affette da ring 18 possono presentare sia sintomi dovuti al 18q- distale che problemi dovuti al 18p-. I sintomi dovuti al 18q- distale e al 18p- variano parecchio, a causa della variabilità fra le persone della cancellazione e al punto di rottura. Dato che la ring 18 può causare singole cancellazioni sia del ramo p che del ramo q del cromosoma, esiste il doppio di ragioni che portano alla variabilità di sintomi fra diversi individui. Questa variazione è anche parzialmente attribuibile all'incidenza del mosaicismo, relativamente comune fra le persone affette da ring 18.

### Anomalie congenite
In alcune persone affette da ring 18 è stata segnalata l'oloprosencefalia. Ciò è dovuto alla cancellazione, in alcune persone affette da ring 18, del gene TGIF dal ramo corto del cromosoma 18.
Il 30-40% circa delle persone affette da ring 18 presentano un difetto cardiaco congenito.

### Neurologia
L'Ipotonia è spesso segnalata nella popolazione ring 18, Più raramente sono state segnalate convulsioni.

### Anomalie della Risonanza Magnetica
In alcuni bambini che non presentano la classica oloprosencefalia possono comunque essere segnalate dalla RM delle microforme di oloprosencefalia che includono l'assenza nel cervello del tratto olfattivo e del bulbo olfattivo, e l'assenza o l'ipoplasia del corpo calloso.

### Vista
Nei bambini con ring 18 vengono spesso segnalati Strabismo e nistagmo.

### Udito
Viene spesso segnalata un deficit uditivo che può essere dovuto al canale auricolare con atresia o stenosi.

### Tratto gastrointestinale
In un ristretto numero di persone affette da ring18 vengono segnalate ernia ombelicale e ernia inguinale.

### Tratto genito-urinario
In alcune persone affette da ring18 vengono segnalate ipoplasia e aplasia renale monolaterale.
In alcune persone vengono anche segnalate idronefrosi e pielonefrite.
Nei maschi possono manifestarsi casi di criptorchidismo, ipospadia e micropenia.
In alcune femmine sono stati segnalati casi di grandi e piccole labbra ipoplastiche.

### Ortopedia
Sono abbastanza comuni casi di anomalie dei piedi. Vengono anche frequentemente segnalati casi di scoliosi e di petto escavato.

### Endocrinologia
Vengono segnalati parecchi casi di deficienza dell'ormone della crescita ed alcuni di ipotiroidismo

### Abilità cognitive
Il livello di abilità cognitiva è variabile. Secondo la letteratura medica il grado di disabilità cognitiva si posiziona nella zona fra leggero e grave.

### Dismorfologia
Le caratteristiche facciali della ring 18 includono abbassamento delle orecchie, che possono essere displasiche, dell'epicanto e ipertelorismo.

## Cura
Le cure per la ring 18 possono al momento essere solo sintomatiche. Il che significa che l'attenzione viene focalizzata sulla cura dei sintomi man mano che si manifestano. Si raccomanda, al fine di assicurare la diagnosi e la cura tempestiva dei sintomi, di sottoporre i malati di ring 18 ad esami di routine per rilevare problemi di udito, vista e della tiroide.

## Stato della ricerca
Al momento la ricerca è focalizzata sull'identificazione del ruolo che possono avere i geni 18p e 18q nel causare i segni e i sintomi associati con la cancellazione di 18p e/o 18q. Il che ci porterà alla possibilità di una genotipizzazione predittiva.
Finora alcuni geni nel cromosoma 18 sono stati collegati con gli effetti fenotipici.
TGIF - Mutazioni e cancellazioni di questo gene, posizionato sul 18p, sono state associate con oloprosencefalia. La penetranza è incompleta, il che significa che la cancellazione di una copia di questo gene non è sufficiente di per sé a causare l'oloprosencefalia. Una percentuale compresa fra il 10% e il 15% delle persone con 18p- presentano oloprosencefalia, il che implica che ci sono altri fattori genetici e ambientali che giocano un ruolo determinante nell'eziologia della oloprosencefalia in questi individui.
TCF4 – Nel 2007 sono state identificate cancellazioni o mutazioni puntuali in questo gene, posizionato sul 18q, che possono causare la Sindrome di Pitt–Hopkins. Questo è il primo gene che, se cancellato, è stato identificato come responsabile diretto di un fenotipo clinico.
Se la cancellazione include il gene TCF4, localizzato a 52,889,562-52,946,887, possono essere presenti le caratteristiche della sindrome di Pitt-Hopkins, che includono anomalie del corpo calloso, naso corto, pene piccolo, capezzoli addizionali e molto spaziati, dita larghe e fossetta sacrale. Le persone con cancellazione inclusiva di TCF4 presentano il fenotipo con le più gravi carenze cognitive.
TSHZ1 - Mutazioni puntuali e cancellazioni di questo gene, posizionato in 18q, sono connesse con atresia auricolare congenita Ler persone con cancellazione inclusiva di questo gene hanno il 70% di probabilità di presentare atresia auricolare.
Regioni critiche – Recenti ricerche hanno ristretto le regioni critiche per quattro caratteristiche del fenotipo 18q- distale fino a riguardare un piccolo segmento del distale 18q-, anche se non è stato ancora identificato con precisione il gene responsabile per queste caratteristiche.
| Caratteristica                     | Regione critica       | banda cromosomi | Penetranza |
| ---------------------------------- | --------------------- | --------------- | ---------- |
| Malformazioni renali               | 70,079,559-73,287,604 | 18q22.3-q23     | 25%        |
| Dismielinazione                    | 71,669,548-73,287,604 | 18q22.3-q23     | 100%       |
| Carenza dell'ormone della crescita | 71,669,548-73,287,604 | 18q22.3-q23     | 90%        |

Regioni Haplo letali - Ci sono due regioni, nel cromosoma 18, che non hanno mai evidenziato cancellazioni. Sono fra il centromero e 22,826,284 bp (18q11.2) e fra 43,832,732 e 45,297,446 bp (18q21.1). Si fa l'ipotesi che ci siano, in queste regioni, geni letali se assenti.